# Кармалюк Генрієтта Григорівна
Генрієтта Григорівна Кармалю́к (нар. 2 травня 1933, Одеса) — українська радянська художниця ужиткового та монументального мистецтва; член Спілки радянських художників України у 1963—1973 роках.

## Біографія
Народилася 2 травня 1933 року в місті Одесі (нині Україна). 1956 року закінчила Одеське художнє училище, де навчалася у Михайла Жука, Ірини Сакович.
У 1957—1960 роках завідувала лабораторією кераміки Одеського художнього училища, потім працювала у керамічному цеху Одеського відділення Художнього фонду Української РСР. Мешкала в Одесі в будинку на вулиці Перекопської дивізії, № 12б, квартира № 33. У 1980-х роках до виїхала Ізраїлю.

## Творчість
Працювала в галузях художньої кераміки та монументально-декоративного мистецтва. Створювала вази, сервізи, декоративні пласти, тарелі, барельєфи, чеканки. Серед робіт:
- акваріум «Садко» (1956);
- вази «Дельфіни» (1960), «Катерина» (1961), «Баранець» (1968);
- набір «Україна» (1964);
- декоративні пласти «Весна», «Птахи» (обидва — 1970);
- мозаїки «Дружба» (1962), «Червоні вітрила» (1963), «Морське дно» у ресторані «Море» в Одесі (1963, у співавторстві з Юхимом Штівельманом, Іллею Шенкером та Ю. Кармалюком), «Космос» у ресторані «Ювілейний» в Одесі (1967), для басейну «Море» на теплоході «Аджарія» (1969);
- оформлення інтер'єра Палацу одруження в Одесі (1965);
- оформлення інтер'єра молодіжного кафе «Бригантина» у Білгороді-Дністровському (1966)
- тематичні тарелі, чеканка, пласти в Одеському політехнічному інституті (усі — 1971).

Понад 30 її робіт у 1960-х роках випускали серійно на Баранівському фарфоровому заводі.
Брала участь у республіканських виставках з 1957 року.